# Elizeth Cardoso
Elizeth Moreira Cardoso (Rio de Janeiro, 16 de julho de 1920 — 7 de maio de 1990) foi uma cantora brasileira. Conhecida como A Divina, Elizeth é considerada uma das maiores intérpretes da música brasileira e um das mais talentosas cantoras de todos os tempos, reverenciada pelo público e pela crítica.

## Biografia

### Infância
Elizeth Moreira Cardoso nasceu na Rua Ceará, no subúrbio de São Francisco Xavier, próximo ao morro da Mangueira. Era filha do seresteiro e tocador de violão Jaime Moreira Cardoso e de Maria José Pilar, que adorava cantar. Elizeth tinha cinco irmãos: Jaimira, Enedina, Nininha, Diva e Antônio, para eles ela apresentava teatrinhos em que cantava o repertório de Vicente Celestino.
A família toda, principalmente seu tio Pedro, acompanhava a cena musical da cidade, frequentando inclusive as reuniões na casa de Tia Ciata.
Com apenas 5 anos, apresentou-se no palco da histórica Sociedade Familiar Dançante Kananga do Japão, pedindo para "dar uma canja" junto ao pianista. Pediu para cantar "Zizinha" enquanto ele a acompanhava. 
Já em 1930, aos 10 anos, começou a trabalhar para contribuir com o sustento da família, exercendo funções como vendedora, costureira de peles, fabricante de sabonetes e cabeleireira.

### Descoberta
A família toda morava na Rua do Rezende, 87, inclusive seu tio Pedro com sua esposa, sua tia Ivone. Foi nessa casa que realizaram a festa de aniversário de 16 anos da Elizeth, e na presença de convidados ilustres. Compareceram Pixinguinha, Dilermando Reis e Jacob do Bandolim. O tio Pedro incentivou a jovem a cantar com os músicos, Jacob se impressionou com sua voz e a convidou para um teste na Rádio Guanabara.

### Carreira: as rádios
Apesar da oposição inicial do pai, fez o teste na Rádio Guanabara no Programa Suburbano, ao lado de Vicente Celestino, Araci de Almeida, Moreira da Silva, Noel Rosa e Marília Batista. Na semana seguinte foi contratada para um programa semanal na rádio por um cachê de 10 mil réis por programa. Foi ali que se apresentou sempre ao lado de Jacob do Bandolim, começava uma amizade que duraria mais de 60 anos.
Logo depois, passou a integrar a equipe da Rádio Educadora, onde participou do programa Samba e Outras Coisas, comandado pelos irmãos Marília e Henrique Batista. Posteriormente, migrou para a Rádio Transmissora, destacando-se no programa Rádio Novidades, onde cantou pela primeira vez acompanhada por uma orquestra, sob a regência do maestro Fon-Fon. Em seguida, foi para a Rádio Mayrink Veiga, onde teve a oportunidade de colaborar com o então jovem Dorival Caymmi.
A partir de 1939, começou a se apresentar em circos, clubes e cinemas. Foi nesse período que desenvolveu, ao lado de Grande Otelo, um quadro que se tornou um enorme sucesso por mais de uma década: Boneca de Piche, inspirado na composição de Ary Barroso e Luís Iglésias. Seu talento chamou a atenção, levando-a a ser convidada para integrar a Companhia de Teatro de Pedro Gonçalves. Foi nessa companhia que conheceu o gaúcho Ari Valdez, conhecido como Tatuzinho, com quem acabou se casando no fim de 1939.
Elizeth estava grávida, mas o casamento com Ari Valdez durou pouco. As condições financeiras estavam difíceis e, depois de se separar, passou a trabalhar como taxi-girl (dançarina de aluguel) na famosa boate Dancing Avenida.
Assim que teve a oportunidade de retornar a trabalhar depois da gravidez, aceitou o convite de Grande Otelo para se apresentar no Circo Olimecha. Em 1945, mudou-se para São Paulo, onde atuou no Salão Verde do Edifício Martinelli e participou do programa Pescando Humoristas na Rádio Cruzeiro do Sul. Em 1946, já de volta ao Rio de Janeiro, trabalhou como crooner da Orquestra de Dedé no Dancing Avenida. Em 1948, foi contratada pela Rádio Mauá para integrar o programa Alvorada da Alegria e, pouco tempo depois, passou a trabalhar na Rádio Guanabara.

### Carreira: os discos
Com o incentivo de Ataulfo Alves, gravou seu primeiro disco em 1949 pela gravadora Star, acompanhada pela orquestra de Acir Alves. O reconhecimento veio com seu segundo disco, lançado em 1950 pela gravadora Todamérica, que incluiu o sambas “Canção de Amor”, de Chocolate e Elano de Paula. O sucesso de “Canção de Amor” rendeu-lhe um convite para integrar a equipe da Rádio Tupi, no Rio de Janeiro.
Em 1951, participou da estreia da recém-inaugurada TV Tupi no Rio de Janeiro, apresentando a aclamada Canção de Amor. No mesmo ano, fez sua estreia no cinema, interpretando essa mesma canção no filme “Coração Materno”, dirigido por Gilda de Abreu. 
Em 1953, conquistou grande sucesso com o samba Alguém como Tu, de José Maria de Abreu e Jair Amorim. Nesse mesmo ano, gravou outras obras marcantes, como Nem Resta a Saudade, de Norival Reis e Irani de Oliveira; e os sambas Graças a Deus, de Carioca, e Amor que Morreu, de Nelson Cavaquinho, Roldão Lima e Gilberto Teixeira. Ainda em 1953, integrou o show Feitiço da Vila, realizado na boate Casablanca, no Rio de Janeiro. O espetáculo foi um grande sucesso e foi para a boate Esplanada, em São Paulo. Entre 1953 e 1954, acabou firmando contratos com a Rádio e TV Record, Rádio Tupi e TV Rio. 

Ao lado de Dick Farney, Emilinha Borba e Gilberto Milfont, Elizeth participou da histórica gravação da Sinfonia do Rio de Janeiro, de Tom Jobim e Billy Blanco, com arranjos de Radamés Gnattali. Nessa época, foi convidada para um jantar oferecido em homenagem à Carmen Miranda. O produtor Aloysio de Oliveira declarou que Carmen Miranda ao voltar para os EUA disse: 
“Conheci no Rio de Janeiro uma mulata que canta pra chuchu. Chama-se Elizeth Cardoso”.

Carmen Miranda
Em 1967, lançou o LP A Enluarada Elizeth, produzido por Hermínio Bello de Carvalho, com participações de Cartola, Pixinguinha, Clementina de Jesus e Codó. O álbum incluiu clássicos como Carinhoso, de Pixinguinha e João de Barro, e Isso é que é Viver, com Pixinguinha, além de sambas da Mangueira com Cartola e Clementina.
Em 1960, gravou jingle para a campanha vice-presidencial de João Goulart. Nos anos 1960 apresentou o programa de televisão Bossaudade (TV Record, Canal 7, São Paulo). Em 1968, realizou um show histórico no Teatro João Caetano, no Rio de Janeiro, o espetáculo reuniu Elizeth, Jacob do Bandolim e seu conjunto Época de Ouro, além do Zimbo Trio, sob direção de Hermínio Bello de Carvalho. O evento, muito elogiado pela crítica, foi gravado e lançado em dois discos. Entre as canções apresentadas está a Barracão, de Oldemar Magalhães e Luiz Antônio, talvez um dos maiores sucessos da cantora. 
O show foi considerado um encontro histórico da música popular brasileira, no qual foram ovacionados pela platéia; long-plays (LPs) foram lançados em edição limitada pelo MIS. Em abril de 1965 conquistou o segundo lugar na estréia do I Festival de Música Popular Brasileira (TV Record) interpretando Valsa do amor que não vem (Baden Powell e Vinícius de Moraes); o primeiro lugar foi da novata Elis Regina, com Arrastão. Serviu também de influência para vários cantores que viriam depois, sendo uma das principais a cantora Maysa.
Elizeth Cardoso lançou mais de 40 LPs no Brasil e gravou vários outros em Portugal, Venezuela, Uruguai, Argentina e México.

## Morte
Em 1987, quando estava em uma excursão no Japão, os médicos japoneses diagnosticaram um carcinoma gástrico, o que obrigou a cantora a uma cirurgia. Apesar disso, a doença ainda a acompanharia durante os três últimos anos de vida. A cantora faleceu às 12h28 do dia 7 de maio de 1990, na Clínica Bambina, no bairro carioca de Botafogo. Foi velada no Teatro João Caetano, onde compareceram milhares de fãs. Foi sepultada, ao som de um surdo portelense, no Cemitério do Caju.

## Estilo
Destacou-se como intérprete de sambas, tornando-se responsável pela consagração de inúmeros sambistas esquecidos na década de 1960. Além do choro, Elizethfoi uma das grandes intérpretes do gênero samba-canção (surgido na década de 1930), ao lado de Maysa, Nora Ney, Dalva de Oliveira, Ângela Maria e Dolores Duran. O gênero, comparado ao bolero, pela exaltação do tema amor-romântico ou pelo sofrimento de um amor não realizado, foi chamado também de dor-de-cotovelo ou fossa. O samba-canção antecedeu o movimento da bossa nova (surgido ao final da década de 1950, 1957).
Elizeth migrou do choro para o samba-canção e deste para a bossa nova gravando em 1958 o LP Canção do Amor Demais, considerado axial para a inauguração deste movimento, surgido em 1957. O antológico LP trazia ainda, também da autoria de Vinícius de Moraes e Tom Jobim, Chega de Saudade, Luciana, As Praias Desertas e Outra Vez. A melodia ao fundo foi composta com a participação de um jovem baiano que tocava o violão de maneira original, inédita: o jovem João Gilberto.

## Discografia
- De 1950 até 1954, Elizeth Cardoso só lançou canções em discos 78 rpm.

| - Canções à Meia Luz (1955) - Fim de Noite (1956) - Noturno (1957) - Canção do Amor Demais (1958) - Retrato da Noite (1958) - Naturalmente (1958) - Magnífica (1959) - A Meiga Elizeth (1960) - A Meiga Elizeth nº 2 (1962) - Grandes Momentos (1963) - A Meiga Elizeth nº 3 (1963) - Elizeth Interpreta Vinícius (1963) - A Meiga Elizeth nº 4 (1963) - A Meiga Elizeth nº 5 (1964) - Quatrocentos Anos de Samba (1965) - Elizete Sobe o Morro (1965) - Muito Elizeth (1966) - A Enluarada Elizeth (1967) - Momento de Amor (1968) - Falou e Disse (1970) - Preciso Aprender a Ser Só (1972) - Mulata Maior (1973) - Feito em Casa (1974) - Elizeth Cardoso (1976) - A Cantadeira do Amor (1978) - O Inverno do Meu Tempo (1979) - Outra Vez Elizeth (1982) - Ary Amoroso (1991) | - Sax Voz (1960) - Sax Voz nº 2 (1961) - A Bossa Eterna de Elizeth e Cyro (1966) - A Bossa Eterna de Elizeth e Ciro nº 2 (1969) - Elizeth Cardoso e Silvio Caldas Vol. I (1971) - Elizeth Cardoso e Silvio Caldas Vol. II (1971) - Todo o Sentimento (1991) - Ao Vivo no Teatro João Caetano Vol. I (1968) - Ao Vivo no Teatro João Caetano Vol. II (1968) - Elizeth e Zimbo Trio Balançam na Sucata (1969) - Elizeth no Bola Preta com a Banda do Sodré (1970) - É de Manhã (1970) - Elizeth Cardoso em Tokyo (1977) - Elizethíssima (1981) - Recital (1982) - Elizeth - Uma Rosa para Pixinguinha (1983) - Leva Meu Samba (1984) - Luz e Esplendor (1986) |